# Championnats d'Europe de beach-volley 2018
Navigation
Édition précédente Édition suivante
Les championnats d'Europe de beach-volley 2018, vingt-sixième édition des championnats d'Europe de beach-volley, ont lieu du 15 au 22 juillet 2018 à Apeldoorn, Rotterdam, La Haye et Utrecht, aux Pays-Bas.

## Médaillés
| Épreuve   | Or                              | Argent                             | Bronze                             |
| --------- | ------------------------------- | ---------------------------------- | ---------------------------------- |
| Messieurs | Anders Mol Sørum                | Jānis Šmēdiņš Aleksandrs Samoilovs | Pablo Herrera Adrián Gavira        |
| Dames     | Sanne Keizer Madelein Meppelink | Nina Betschart Tanja Hüberli       | Markéta Sluková Barbora Hermannová |